# Erebia epineoridas
Erebia epineoridas är en fjärilsart som beskrevs av Turati 1923. Erebia epineoridas ingår i släktet Erebia och familjen praktfjärilar. Inga underarter finns listade i Catalogue of Life.